# Contre-la-montre féminin aux championnats du monde de cyclisme sur route 2006
Navigation
2005 2007
Le contre-la-montre féminin des championnats du monde de cyclisme sur route 2006 a lieu le 20 septembre 2006 à Salzbourg, en Autriche, sur un parcours de 26,12 km. Il est remporté par l'Américaine Kristin Armstrong.

## Classement
|                                    | Coureur              | Pays        |    | Temps         |
| ---------------------------------- | -------------------- | ----------- | -- | ------------- |
| Médaille d'or, Coupe du Monde      | Kristin Armstrong    | États-Unis  | en | 35 min 4 s 89 |
| Médaille d'argent, Coupe du Monde  | Karin Thürig         | Suisse      | +  | 0 min 25 s 57 |
| Médaille de bronze, Coupe du Monde | Christine Thorburn   | États-Unis  |    | 29 s 36       |
| 4                                  | Priska Doppmann      | Suisse      |    | 55 s 09       |
| 5                                  | Nicole Cooke         | Royaume-Uni |    | 55 s 68       |
| 6                                  | Zulfiya Zabirova     | Kazakhstan  |    | 58 s 82       |
| 7                                  | Judith Arndt         | Allemagne   |    | 1 min 4 s 34  |
| 8                                  | Lada Kozlíková       | Tchéquie    |    | 1 min 5 s 70  |
| 9                                  | Trixi Worrack        | Allemagne   |    | 1 min 18 s 76 |
| 10                                 | Amber Neben          | États-Unis  |    | 1 min 26 s 81 |
| 11                                 | Natalia Boyarskaya   | Russie      |    | 1 min 35 s 03 |
| 12                                 | Tereza Huříková      | Tchéquie    |    | 1 min 35 s 58 |
| 13                                 | Nicole Brändli       | Suisse      |    | 1 min 41 s 59 |
| 14                                 | Linda Villumsen      | Danemark    |    | 1 min 47 s 45 |
| 15                                 | Susanne Ljungskog    | Suède       |    | 1 min 52 s 35 |
| 16                                 | Christiane Soeder    | Autriche    |    | 1 min 55 s 37 |
| 17                                 | Svetlana Boubnenkova | Russie      |    | 2 min 5 s 37  |
| 18                                 | Edwige Pitel         | France      |    | 2 min 9 s 81  |
| 19                                 | Jeannie Longo        | France      |    | 2 min 18 s 49 |
| 20                                 | Anne Samplonius      | Canada      |    | 2 min 21 s 70 |
| 21                                 | Loes Gunnewijk       | Pays-Bas    |    | 2 min 25 s 64 |
| 22                                 | Tatiana Guderzo      | Italie      |    | 2 min 35 s 15 |
| 23                                 | Edita Pučinskaitė    | Lituanie    |    | 2 min 42 s 21 |
| 24                                 | Meifang Li           | Chine       |    | 2 min 44 s 27 |
| 25                                 | María Isabel Moreno  | Espagne     |    | 2 min 49 s 63 |
| 26                                 | An Van Rie           | Belgique    |    | 2 min 55 s 58 |
| 27                                 | Oenone Wood          | Australie   |    | 3 min 1 s 88  |
| 28                                 | Kathy Watt           | Australie   |    | 3 min 15 s 68 |
| 29                                 | Eneritz Iturriaga    | Espagne     |    | 3 min 20 s 68 |
| 30                                 | Trine Hansen         | Danemark    |    | 3 min 21 s 56 |
| 31                                 | Silvia Valsecchi     | Italie      |    | 3 min 32 s 97 |
| 32                                 | Paulina Brzeźna      | Pologne     |    | 3 min 57 s 30 |
| 33                                 | Blaža Klemenčič      | Slovénie    |    | 4 min 4 s 71  |
| 34                                 | Bärbel Jungmeier     | Autriche    |    | 4 min 24 s 50 |
| 35                                 | Urte Juodvalkyte     | Lituanie    |    | 4 min 31 s 28 |
| 36                                 | Iryna Shpylevaya     | Ukraine     |    | 5 min 5 s 00  |
| 37                                 | Magdalena Zamolska   | Pologne     |    | 6 min 4 s 48  |
| abandon                            | Alex Wrubleski       | Canada      |    |               |
| non-partant                        | Alessandra Grassi    | Mexique     |    |               |